# Ла Рошел
Ла Рошел (на френски: La Rochelle) е пристанищен град, на брега на Бискайския залив, регион Поату-Шарант, Франция. Разположен е на около 480 километра от столицата Париж.
Градът е столица на департамента Шарант Маритим и е важен търговски и транспортен възел на атлантическото крайбрежие на страната.
Населението на града наброява около 78 000 жители (2004).

## История
Ла Рошел е основан през X век. През XII и XIII век градът е стратегическо място за последователите на Ордена на тамплиерите, които построяват голямо пристанище. В града съществува Rue des Templiers – в превод Улица на тамплиерите.
В края на първия етап от Стогодишната война през 1360 г., с подписването на мирния договор от Бретини Ла Рошел попада под властта на английския монарх. След морската битка при Ла Рошел през юни 1372 г. между кастилско-френския и английския флот англичаните са изгонени от града.
До XV век градът остава най-голямото пристанище на Франция на атлантическия бряг. Оттук преминава основно търговията с вино и сол. В епохата на Ренесанса Ла Рошел открито приема идеите на Реформацията и от 1568 година става център на хугенотите, което дава на града кратък период на благоденствие и мир, до 1620 година.
Градът влиза в сблъсък с управлението на крал Луи XIII. В резултат е обсаден на 10 септември 1627 година от френските кралски войски. Обсадата на Ла Рошел продължава 14 месеца и се ръководи лично от кардинал Ришельо. Градът се предава след тежката обсада, губейки кмета и привилегиите си. В резултат на гоненията над хугенотите, в нарушение на Нантския едикт на Анри IV, множество хугеноти се преселват в Северна Америка, основавайки град Ню Рошел, в покрайнините на Ню Йорк, през 1689 година.
По време на Втората световна война, Нацистка Германия превръща пристанището в главна база за подводниците си в Европа. Ла Рошел е и последния град във Франция, освободен от съюзниците през 1944 година.

## Забележителности

### Кулите в старото пристанище
Тъй като през 1827 година малката кула е разрушена (в нея се намирал механизъм за прибиране и спускане на тежка верига, преграждаща входа на порта, между двете кули), автентична е само голямата кула. Не се знае точната година на построяване, но според някои записки е строена около 1378 и 1380 година (според други около – 1382 и 1390 година).
В края на XIX, началото на ХХ век малката кула е възстановена.

### Градски аквариум
Един от най-големите аквариуми в Европа. През 2001 година е преместен в самия център на града. Притежава богата експозиция от морски екземпляри, около 10 хил. животински видове от Атлантика, Средиземноморието и тропическите морета. Общият му обем е около 3 милиона литра вода.

### Кулата „Свети Никола“
Втората най-известна кула на Ла Рошел. Има петоъгълна форма и е висока 36 метра.
Във вътрешността на кулата има три осмоъгълни зали, разположени една над друга.

### Кулата с фенера
Кулата е с височина 55 метра. Върху камъните, с които е построена кулата, може да се видят множество надписи от английски, испански и нидерландски моряци, които са били заточени тук в периода от XVII до XIX век.
Издигната е на мястото на друга по-малка кула. Строителството ѝ е започнато през 1445 година, а е завършено 23 години по-късно, през 1468 година. Служела е като морски фар.

## Побратимени градове
- Акра, Израел от 1972 г.